# Ludmila Dayer
Ludmila Dayer-Middleton  (sinh ngày 18 tháng 6 năm 1983) là một nữ diễn viên người Mỹ gốc Brazil .

## Nghề nghiệp
Ludmila Dayer bắt đầu diễn xuất ở tuổi 10 trong bộ phim Carlota Joaquina - Princesa do Brasil, phát hành vào năm 1995. Năm 1994, mà cô giành được giải thưởng đầu tiên của cô Associação Paulista de Críticos de Arte cho Nữ diễn viên triển vọng nhất. Ludmila Dayer được phát hiện trong một lớp học khiêu vũ Tây Ban Nha, và được chọn cho hai vai trò khác nhau bằng hai ngôn ngữ khác nhau; Công chúa nhỏ Carlota của Tây Ban Nha và Yolanda người Anh. Sau đó, cô chưa nói tiếng Anh và tiếng Tây Ban Nha trôi chảy, do đó, Ludmila Dayer phải học nói tất cả các cụm từ của hai phần trong phim chỉ bằng cách lặp đi lặp lại nhiều lần.
Công việc đầu tiên của Ludmila Dayer trên truyền hình là ở Rede Manchete telenovela, Xica da Silva. Sau đó, cô đã đến mạng lưới lớn nhất của Brazil, Rede Globo, nơi Dayer đóng vai chính trong mùa giải xà phòng tuổi teen Malhação năm 2000. Dayer sau đó đã trở nên nổi tiếng trong xà phòng Senhora do Destino năm 2004, nơi cô đóng vai Danielle Meira, biệt danh là "nữ thần nhí" của bạn trai của cô là Giovanni Improtta (José Wilker). Cùng năm đó, Ludmila Dayer đóng vai chính trong bộ phim Vida de Menina, dựa trên nhật ký của Helena Morley.
Sau vở opera xà phòng SBT năm 2005 Os Ricos Também Choram, Ludmila Dayer chuyển đến Los Angeles để tìm cách mở rộng sự nghiệp điện ảnh của mình. Sau đó, cô thành lập Lupi Productions, công ty sản xuất phim và truyền hình của mình.
Vào năm 2013, Dayer đã ở Brazil để đóng loạt phim Louco por Elas.

## Đời tư
Năm 2016 cô kết hôn với một doanh nhân người Anh và hiện đang sống cùng anh tại Los Angeles, California.